# Ensembles disjoints

Trois ensembles disjoints

En mathématiques, deux ensembles sont dits disjoints s'ils n'ont pas d'éléments en commun. Par exemple, {\displaystyle \{1;2;3\}} et {\displaystyle \{4;5;6\}} sont deux ensembles disjoints.

## Explication et généralisation
De manière formelle, deux ensembles A et B sont disjoints si leur intersection est l'ensemble vide, c'est-à-dire si
{\displaystyle A\cap B=\varnothing }.
(Dans le cas contraire, on dit que A et B « se rencontrent ».)
Cette définition s'étend à une famille d'ensembles. Les ensembles d'une famille sont dits disjoints deux à deux ou mutuellement disjoints si deux ensembles quelconques de cette famille sont disjoints.
Plus précisément, soient I un ensemble d'indices, et pour chaque {\displaystyle i\in I}, un ensemble {\displaystyle A_{i}}. Alors les ensembles de la famille {\displaystyle (A_{i})_{i\in I}} sont mutuellement disjoints si
{\displaystyle \forall (i,j)\in I^{2}\qquad (\ i\neq j\Rightarrow \ A_{i}\cap A_{j}=\varnothing )}.
Par exemple, les singletons de la famille {\displaystyle (\{1\},\{2\},\{3\})} sont mutuellement disjoints.
Si {\displaystyle (A_{i})_{i\in I}} est une famille d'ensembles mutuellement disjoints et s'il y a au moins deux indices dans I, alors l'intersection de la famille est vide :
{\displaystyle \cap _{i\in I}A_{i}=\varnothing }.
La réciproque est fausse : l'intersection de la famille {\displaystyle (\{1,2\},\{2,3\},\{3,4\})} est vide, mais ces trois ensembles ne sont pas mutuellement disjoints.
Une partition d'un ensemble X est une famille de parties non vides de X, disjointes deux à deux, dont la réunion est égale à X.